# Torneo Provincial de Fútbol 2023 (Catamarca)
El Torneo Provincial de Fútbol 2023, llamado «Torneo Provincial Gobierno de la Provincia de Catamarca 2023» por motivos de patrocinio, fue la trigésima cuarta edición del torneo de clubes más importante de la provincia, organizado por la Federación Catamarqueña de Fútbol.
En el torneo, participarán 20 equipos, 2 clubes por cada liga afiliada a la Federación Catamarqueña de Fútbol (Andalgalá, Belén, Capital, Fiambalá, Pomán, Recreo, Santa María, Santa Rosa, Tinogasta y Valle Viejo.)
La mayor novedad en esta edición será la inclusión de la Liga Catamarqueña de Fútbol, que ingresó a la Federación Catamarqueña, en el 2022, tras permanecer desafiliada a la Federación por varios años.
Inicialmente, el torneo iba a comenzar el 4 de febrero, pero a raíz que la Liga Andalgalense finalizaría su torneo a fines de enero se optó por arrancar una semana después. Finalizó el domingo 30 de abril.
La forma de disputa, el armado de las zonas y el fixture fue definido el 5 de enero.
El campeón de esta edición fue Coronel Daza de Banda de Varela, que derrotó en la final al Sportivo Villa Dolores por 2-0, logrando así su segundo título en el certamen. Por ello, disputó el Torneo Regional Federal Amateur 2023-24.

## Formato
Primera ronda:
Estará integrada por cinco zonas de cuatro equipos. Clasificando a la Segunda ronda los ubicados en el primer lugar de cada zona, más los tres mejores segundos.
Se jugará con el sistema a dos ruedas, bajo el sistema de todos contra todos. En este torneo se usará el sistema de puntos, de acuerdo a la reglamentación de la Internacional F. A. Board, asignándose tres puntos al equipo que resulte ganador, un punto a cada uno en caso de empate y cero puntos al perdedor. 
Como la disputa se lleva a cabo por el sistema de puntos, ninguno de los partidos exigirá definición, es decir, finalizarán invariablemente a los noventa (90) minutos de juego. En caso de existir igualdad de puntos al término de la Etapa Clasificatoria, a los efectos de establecer una clasificación se aplicará lo previsto en el punto siguiente:
En favor del equipo que, considerando exclusivamente los partidos disputados en la zona en cuestión contra aquel o aquellos con los que hubiera empatado la posición, se determinará de la siguiente manera:
- 1) Mayor cantidad de puntos.
- 2) Mayor diferencia de goles; en caso de igualdad;
- 3) Mayor cantidad de goles a favor; en caso de igualdad;
- 4) Mayor cantidad de goles a favor como visitante; en caso de igualdad.

Si por aplicación de algunos de los puntos precedentes se definieran posiciones en forma parcial (cuándo el empate es entre 3 o más clubes), se comenzará nuevamente a definir las posiciones en el orden establecido en este artículo.
En caso de no existir definición por este sistema se deberá recurrir a la tabla general, contabilizándose la totalidad de partidos disputados en la zona en cuestión, en el siguiente orden:
- 1) Mayor diferencia de goles; en caso de igualdad;
- 2) Mayor cantidad de goles a favor; en caso de igualdad;
- 3) Mayor cantidad de goles a favor como visitante; en caso de igualdad;
- 4) Sorteo.

En caso de existir igualdad en puntos al término de la Etapa Clasificatoria, y a los efectos de establecer la clasificación de los mejores equipos ubicados en el segundo puesto, según la zona en cuestión, se aplicará el siguiente sistema:
- 1) Mayor diferencia de goles; en caso de igualdad;
- 2) Mayor cantidad de goles a favor; en caso de igualdad;
- 3) Mayor cantidad de goles a favor como visitante; en caso de igualdad;
- 4) Sorteo.

Segunda ronda:
Cuartos de final
Lo disputarán los ocho equipos clasificados en la Primera ronda, por eliminación directa a doble partido, uno en cada sede. En caso de empate, se ejecutarán tiros desde el punto penal. Los cuatro ganadores clasifican a la Tercera ronda.
Se ubicarán del 1º al 8º de acuerdo a la tabla general, confeccionada con la puntuación obtenida en la Primera ronda.
La única ventaja durante los cuartos de final y semifinales es la de definir de local de acuerdo a la ubicación que hayan obtenido en la tabla general.
Semifinales
Lo disputarán los cuatro equipos clasificados en la Primera ronda, por eliminación directa a doble partido, uno en cada sede. En caso de empate, se ejecutarán tiros desde el punto penal. Los dos ganadores clasifican a la Final, mientras que los dos perdedores disputarán un partido por el Tercer y cuarto puesto.
Final
Lo disputarán los dos equipos clasificados en la Tercera ronda, a un solo partido. En caso de empate, se ejecutarán tiros desde el punto penal. El ganador se consagrará campeón y clasificará al Torneo Regional Federal Amateur 2023, el subcampeón también obtendrá la segunda plaza al Regional Federal.

## Calendario
| Fase    | Ronda            | Fecha de sorteo | Ida                | Vuelta             |
| ------- | ---------------- | --------------- | ------------------ | ------------------ |
| Primera | Fecha 1          | 5 de enero      | 11 y 12 de febrero | 11 y 12 de febrero |
| Primera | Fecha 2          | 5 de enero      | 18 y 19 de febrero | 18 y 19 de febrero |
| Primera | Fecha 3          | 5 de enero      | 25 y 26 de febrero | 25 y 26 de febrero |
| Primera | Fecha 4          | 5 de enero      | 3 al 5 de marzo    | 3 al 5 de marzo    |
| Primera | Fecha 5          | 5 de enero      | 10 al 12 de marzo  | 10 al 12 de marzo  |
| Primera | Fecha 6          | 5 de enero      | 18 y 19 de marzo   | 18 y 19 de marzo   |
| Segunda | Cuartos de final | No hubo         | 25 y 26 de marzo   | 1 y 2 de abril     |
| Segunda | Semifinales      | No hubo         | 8 y 9 de abril     | 15 y 16 de abril   |
| Segunda | Final            | No hubo         | 30 de abril        | 30 de abril        |

## Sede de la final
El escenario elegido para albergar la final de la edición presente, será el Estadio Provincial Bicentenario.
| Catamarca                              |                                          |                                          |                                          |
| Ciudad                                 | Estadio                                  |                                          |                                          |
| San Fernando del Valle de Catamarca    | Estadio Bicentenario Ciudad de Catamarca | Estadio Bicentenario Ciudad de Catamarca | Estadio Bicentenario Ciudad de Catamarca |
|                                        |                                          |                                          |                                          |
| 25 000 espectadores                    |                                          |                                          |                                          |
| Final Torneo Provincial de Fútbol 2023 |                                          |                                          |                                          |

## Equipos participantes
| Zona | Equipo                                      | Ciudad                        | Departamento | Liga de origen               |
| ---- | ------------------------------------------- | ----------------------------- | ------------ | ---------------------------- |
| A    | Club Social y Deportivo Malli               | Andalgalá                     | Andalgalá    | Liga Andalgalense            |
| A    | Club Atlético San Lorenzo de Huachaschi     | Andalgalá                     | Andalgalá    | Liga Andalgalense            |
| A    | Club Sportivo Saujil                        | Saujil                        | Pomán        | Liga Departamental de Pomán  |
| A    | Club Sportivo Unión Obrera                  | Mutquín                       | Pomán        | Liga Departamental de Pomán  |
| B    | Club Atlético Defensores del Norte          | San F. del Valle de Catamarca | Capital      | Liga Catamarqueña de Fútbol  |
| B    | Club Atlético Estudiantes de La Tablada     | San F. del Valle de Catamarca | Capital      | Liga Catamarqueña de Fútbol  |
| B    | Club Deportivo Coronel Daza                 | Banda de Varela               | Capital      | Liga Chacarera de Fútbol     |
| B    | Club Sportivo Villa Dolores                 | Villa Dolores                 | Valle Viejo  | Liga Chacarera de Fútbol     |
| C    | Club Deportivo Obrero                       | Recreo                        | La Paz       | Liga Departamental de Recreo |
| C    | Club Unión Sportiva                         | Recreo                        | La Paz       | Liga Departamental de Recreo |
| C    | Club Deportivo Independiente                | Los Altos                     | Santa Rosa   | Liga del Dpto. Santa Rosa    |
| C    | Club Deportivo Monte Redondo                | Monte Redondo                 | Santa Rosa   | Liga del Dpto. Santa Rosa    |
| D    | Club Atlético San Martín                    | Belén                         | Belén        | Liga Belenista               |
| D    | Club Tiro Federal de Belén                  | Belén                         | Belén        | Liga Belenista               |
| D    | Club Social y Deportivo Boulevard Norte     | Santa María                   | Santa María  | Liga Santamariana            |
| D    | Club Atlético San Isidro                    | Loro Huasi                    | Santa María  | Liga Santamariana            |
| E    | Club Social y Deportivo La Soledad          | Medanitos                     | Tinogasta    | Liga Fiambalense             |
| E    | Club Social y Deportivo Talleres            | Fiambalá                      | Tinogasta    | Liga Fiambalense             |
| E    | Club Deportivo y Cultural Juventud Unida    | Tinogasta                     | Tinogasta    | Liga Tinogasteña             |
| E    | Club Atlético y Deportivo Tinogasta Central | Tinogasta                     | Tinogasta    | Liga Tinogasteña             |

### Distribución geográfica
| Departamento | Cant. | Equipos                                                                                     |
| ------------ | ----- | ------------------------------------------------------------------------------------------- |
| Tinogasta    | 4     | Archivo:Flag L.png - Juventud Unida (T) - La Soledad (F) - Talleres (F) - Tinogasta Central |
| Capital      | 3     | - Coronel Daza - Defensores del Norte - Estudiantes de La Tablada                           |
| Andalgalá    | 2     | - Deportivo Malli - San Lorenzo de Huachaschi                                               |
| Belén        | 2     | - San Martín (B) - Tiro Federal (B)                                                         |
| La Paz       | 2     | - Deportivo Obrero - Unión Sportiva                                                         |
| Pomán        | 2     | - Sportivo Saujil - Unión Obrera (Mutquín)                                                  |
| Santa María  | 2     | - Boulevard Norte - San Isidro (Loro Huasi)                                                 |
| Santa Rosa   | 2     | - Independiente (Los Altos) - Monte Redondo                                                 |
| Valle Viejo  | 1     | - Villa Dolores                                                                             |

## Primera ronda
Los participantes se distribuyeron en 5 zonas de 4 equipos cada uno. Los primeros de cada zona, más los tres mejores segundos avanzan a la Segunda ronda. Los criterios de clasificación son los siguientes:
1. Puntos obtenidos.
2. Partidos disputados entre sí.
3. Diferencia de goles.
4. Mayor cantidad de goles marcados.
5. Mayor cantidad de goles marcados como visitante.
6. Sorteo.

### Zona A

#### Tabla de posiciones
| Pos. | Equipo                      | Pts. | PJ | PG | PE | PP | GF | GC | Dif. |
| ---- | --------------------------- | ---- | -- | -- | -- | -- | -- | -- | ---- |
| 1.º  | San Lorenzo de Huachaschi   | 12   | 6  | 3  | 3  | 0  | 13 | 8  | 5    |
| 2.º  | Deportivo Malli (Andalgalá) | 9    | 6  | 2  | 3  | 1  | 6  | 7  | −1   |
| 3.º  | Sportivo Saujil             | 8    | 6  | 1  | 5  | 0  | 5  | 4  | 1    |
| 4.º  | Unión Obrera (Mutquín)      | 1    | 6  | 0  | 1  | 5  | 4  | 9  | −5   |

|  | Clasificó a cuartos de final. |

|  |

#### Resultados
| Resultados    | Resultados | Resultados | Resultados                | Resultados | Resultados                |
| Fecha         | Hora       | Ciudad     | Equipo local              | Resultado  | Equipo visitante          |
| ------------- | ---------- | ---------- | ------------------------- | ---------- | ------------------------- |
| 12 de febrero | 17:00      | Saujil     | Unión Obrera              | 0 - 1      | Deportivo Malli           |
| 12 de febrero | 17:30      | Andalgalá  | San Lorenzo de Huachaschi | 2 - 2      | Sportivo Saujil           |
| 18 de febrero | 17:30      | Saujil     | Sportivo Saujil           | 1 - 0      | Unión Obera               |
| 18 de febrero | 17:30      | Andalgalá  | Deportivo Malli           | 1 - 4      | San Lorenzo de Huachaschi |
| 25 de febrero | 17:30      | Saujil     | Sportivo Saujil           | 1 - 1      | Deportivo Malli           |
| 26 de febrero | 17:30      | Andalgalá  | San Lorenzo de Huachaschi | 3 - 2      | Unión Obrera              |
| 4 de marzo    | 17:30      | Andalgalá  | Deportivo Malli           | 0 - 0      | Sportivo Saujil           |
| 5 de marzo    | 17:30      | Saujil     | Unión Obrera              | 1 - 2      | San Lorenzo de Huachaschi |
| 12 de marzo   | 17:30      | Saujil     | Unión Obrera              | 1 - 1      | Sportivo Saujil           |
| 12 de marzo   | 17:30      | Andalgalá  | San Lorenzo de Huachaschi | 2 - 2      | Deportivo Malli           |
| 19 de marzo   | 17:30      | Andalgalá  | Deportivo Malli           | 1 - 0      | Unión Obrera              |
| 19 de marzo   | 17:30      | Saujil     | Sportivo Saujil           | 0 - 0      | San Lorenzo de Huachaschi |

|  |

### Zona B

#### Tabla de posiciones
| Pos. | Equipo                    | Pts. | PJ | PG | PE | PP | GF | GC | Dif. |
| ---- | ------------------------- | ---- | -- | -- | -- | -- | -- | -- | ---- |
| 1.º  | Sportivo Villa Dolores    | 16   | 6  | 5  | 1  | 0  | 12 | 5  | 7    |
| 2.º  | Coronel Daza              | 13   | 6  | 4  | 1  | 1  | 18 | 10 | 8    |
| 3.º  | Defensores del Norte      | 6    | 6  | 2  | 0  | 4  | 13 | 15 | −2   |
| 4.º  | Estudiantes de La Tablada | 0    | 6  | 0  | 0  | 6  | 7  | 20 | −13  |

|  | Clasificaron a cuartos de final. |

|  |

#### Resultados
| Resultados    | Resultados | Resultados | Resultados                | Resultados | Resultados                |
| Fecha         | Hora       | Ciudad     | Equipo local              | Resultado  | Equipo visitante          |
| ------------- | ---------- | ---------- | ------------------------- | ---------- | ------------------------- |
| 11 de febrero | 18:00      | Catamarca  | Villa Dolores             | 2 - 1      | Defensores del Norte      |
| 11 de febrero | 21:00      | Catamarca  | Estudiantes de La Tablada | 2 - 4      | Coronel Daza              |
| 18 de febrero | 18:00      | Catamarca  | Coronel Daza              | 1 - 1      | Villa Dolores             |
| 18 de febrero | 21:00      | Catamarca  | Defensores del Norte      | 5 - 1      | Estudiantes de La Tablada |
| 26 de febrero | 17:00      | Catamarca  | Estudiantes de La Tablada | 1 - 2      | Villa Dolores             |
| 26 de febrero | 20:00      | Catamarca  | Coronel Daza              | 6 - 0      | Defensores del Norte      |
| 3 de marzo    | 18:30      | Catamarca  | Defensores del Norte      | 2 - 3      | Coronel Daza              |
| 3 de marzo    | 21:30      | Catamarca  | Villa Dolores             | 2 - 0      | Estudiantes de La Tablada |
| 11 de marzo   | 18:00      | Catamarca  | Estudiantes de La Tablada | 1 - 4      | Defensores del Norte      |
| 11 de marzo   | 21:00      | Catamarca  | Villa Dolores             | 3 - 1      | Coronel Daza              |
| 18 de marzo   | 18:00      | Catamarca  | Coronel Daza              | 3 - 2      | Estudiantes de La Tablada |
| 18 de marzo   | 21:00      | Catamarca  | Defensores del Norte      | 1 - 2      | Villa Dolores             |

|  |

### Zona C

#### Tabla de posiciones
| Pos. | Equipo                    | Pts. | PJ | PG | PE | PP | GF | GC | Dif. |
| ---- | ------------------------- | ---- | -- | -- | -- | -- | -- | -- | ---- |
| 1.º  | Deportivo Monte Redondo   | 10   | 6  | 3  | 1  | 2  | 5  | 4  | 1    |
| 2.º  | Unión Sportiva (Recreo)   | 10   | 6  | 3  | 1  | 2  | 9  | 7  | 2    |
| 3.º  | Deportivo Obrero (Recreo) | 9    | 6  | 3  | 0  | 3  | 7  | 5  | 2    |
| 4.º  | Independiente (Los Altos) | 6    | 6  | 2  | 0  | 4  | 7  | 12 | −5   |

|  | Clasificaron a cuartos de final. |

|  |

#### Resultados
| Resultados    | Resultados | Resultados    | Resultados         | Resultados | Resultados         |
| Fecha         | Hora       | Ciudad        | Equipo local       | Resultado  | Equipo visitante   |
| ------------- | ---------- | ------------- | ------------------ | ---------- | ------------------ |
| 11 de febrero | 18:00      | Recreo        | Deportivo Obrero   | 3 - 0      | Independiente (LA) |
| 12 de febrero | 17:00      | Monte Redondo | Monte Redondo      | 2 - 1      | Unión Sportiva     |
| 18 de febrero | 18:00      | Recreo        | Unión Sportiva     | 1 - 0      | Deportivo Obrero   |
| 19 de febrero | 18:00      | Los Altos     | Independiente (LA) | 1 - 0      | Monte Redondo      |
| 26 de febrero | 17:30      | Monte Redondo | Monte Redondo      | 2 - 1      | Deportivo Obrero   |
| 26 de febrero | 18:00      | Recreo        | Unión Sportiva     | 3 - 1      | Independiente (LA) |
| 5 de marzo    | 18:00      | Recreo        | Deportivo Obrero   | 1 - 0      | Monte Redondo      |
| 5 de marzo    | 18:00      | Los Altos     | Independiente (LA) | 4 - 3      | Unión Sportiva     |
| 12 de marzo   | 17:30      | Monte Redondo | Monte Redondo      | 1 - 0      | Independiente (LA) |
| 12 de marzo   | 17:30      | Recreo        | Deportivo Obrero   | 0 - 1      | Unión Sportiva     |
| 19 de marzo   | 17:30      | Los Altos     | Independiente (LA) | 1 - 2      | Deportivo Obrero   |
| 19 de marzo   | 17:30      | Recreo        | Unión Sportiva     | 0 - 0      | Monte Redondo      |

| 1. |

### Zona D

#### Tabla de posiciones
| Pos. | Equipo                        | Pts. | PJ | PG | PE | PP | GF | GC | Dif. |
| ---- | ----------------------------- | ---- | -- | -- | -- | -- | -- | -- | ---- |
| 1.º  | Tiro Federal (Belén)          | 10   | 6  | 2  | 4  | 0  | 10 | 8  | 2    |
| 2.º  | San Martín (Belén)            | 9    | 6  | 2  | 3  | 1  | 9  | 9  | 0    |
| 3.º  | Boulevard Norte (Santa María) | 6    | 6  | 1  | 3  | 2  | 5  | 8  | −3   |
| 4.º  | San Isidro (Loro Huasi)       | 5    | 6  | 1  | 2  | 3  | 7  | 6  | 1    |

|  | Clasificó a cuartos de final. |

|  |

#### Resultados
| Resultados    | Resultados | Resultados  | Resultados      | Resultados | Resultados       |
| Fecha         | Hora       | Ciudad      | Equipo local    | Resultado  | Equipo visitante |
| ------------- | ---------- | ----------- | --------------- | ---------- | ---------------- |
| 11 de febrero | 19:00      | Belén       | San Martín (B)  | 4 - 1      | Boulevard Norte  |
| 12 de febrero | 17:00      | Santa María | San Isidro      | 1 - 1      | Tiro Federal     |
| 18 de febrero | 17:30      | Belén       | Tiro Federal    | 1 - 1      | San Martín (B)   |
| 19 de febrero | 17:30      | Santa María | Boulevard Norte | 0 - 0      | San Isidro       |
| 25 de febrero | 19:00      | Belén       | Tiro Federal    | 3 - 3      | Boulevard Norte  |
| 26 de febrero | 17:00      | Santa María | San Isidro      | 0 - 4      | San Martín (B)   |
| 4 de marzo    | 17:30      | Belén       | San Martín (B)  | 2 - 1      | San Isidro       |
| 5 de marzo    | 17:00      | Santa María | Boulevard Norte | 0 - 1      | Tiro Federal     |
| 10 de marzo   | 21:30      | Belén       | San Martín (B)  | 2 - 2      | Tiro Federal     |
| 12 de marzo   | 17:00      | Santa María | San Isidro      | 0 - 1      | Boulevard Norte  |
| 19 de marzo   | 17:30      | Santa María | Boulevard Norte | 0 - 0      | San Martín (B)   |
| 19 de marzo   | 17:30      | Belén       | Tiro Federal    | 2 - 1      | San Isidro       |

|  |

### Zona E

#### Tabla de posiciones
| Pos. | Equipo                     | Pts. | PJ | PG | PE | PP | GF | GC | Dif. |
| ---- | -------------------------- | ---- | -- | -- | -- | -- | -- | -- | ---- |
| 1.º  | Talleres (Fiambalá)        | 11   | 6  | 3  | 2  | 1  | 9  | 5  | 4    |
| 2.º  | Tinogasta Central          | 9    | 6  | 2  | 3  | 1  | 7  | 5  | 2    |
| 3.º  | La Soledad (Medanitos)     | 9    | 6  | 2  | 3  | 1  | 5  | 6  | −1   |
| 4.º  | Juventud Unida (Tinogasta) | 2    | 6  | 0  | 2  | 4  | 5  | 10 | −5   |

|  | Clasificaron a cuartos de final. |

|  |

#### Resultados
| Resultados    | Resultados | Resultados | Resultados         | Resultados | Resultados         |
| Fecha         | Hora       | Ciudad     | Equipo local       | Resultado  | Equipo visitante   |
| ------------- | ---------- | ---------- | ------------------ | ---------- | ------------------ |
| 11 de febrero | 17:30      | Fiambalá   | Talleres (F)       | 0 - 0      | Juventud Unida (T) |
| 12 de febrero | 18:00      | Tinogasta  | Tinogasta Central  | 0 - 0      | La Soledad         |
| 18 de febrero | 18:00      | Medanitos  | La Soledad         | 1 - 0      | Talleres (F)       |
| 19 de febrero | 18:00      | Tinogasta  | Juventud Unida (T) | 0 - 1      | Tinogasta Central  |
| 25 de febrero | 17:30      | Fiambalá   | Talleres (F)       | 1 - 1      | Tinogasta Central  |
| 26 de febrero | 17:15      | Tinogasta  | Juventud Unida (T) | 1 - 1      | La Soledad         |
| 4 de marzo    | 17:30      | Medanitos  | La Soledad         | 2 - 1      | Juventud Unida (T) |
| 5 de marzo    | 17:30      | Tinogasta  | Tinogasta Central  | 1 - 2      | Talleres (F)       |
| 11 de marzo   | 17:30      | Tinogasta  | Tinogasta Central  | 3 - 1      | Juventud Unida (T) |
| 11 de marzo   | 17:30      | Fiambalá   | Talleres (F)       | 3 - 0      | La Soledad         |
| 19 de marzo   | 17:30      | Medanitos  | La Soledad         | 1 - 1      | Tinogasta Central  |
| 19 de marzo   | 17:30      | Tinogasta  | Juventud Unida (T) | 2 - 3      | Talleres (F)       |

|  |

## Segunda ronda
A partir de aquí, los ocho equipos clasificados disputarán una serie de eliminatorias a ida y vuelta, hasta consagrar al campeón.
Desde esta instancia fase, el equipo que ostente menor número de orden que su rival de turno ejercerá la localía en el partido de vuelta.
A los fines de establecer las llaves de la primera etapa, los ocho equipos son ordenados en dos tablas, una con los clasificados como primeros (numerados del 1 al 5 de acuerdo con su desempeño en la fase de grupos, determinada según los criterios de clasificación), y otra con aquellos clasificados como segundos (numerados del 6 al 8, con el mismo criterio), enfrentándose en cuartos de final un equipo de los que terminó en la primera posición contra uno de los que ocupó la segunda posición, excepto un solo encuentro en el que se enfrentarán dos equipos que finalizaron el primera ubicación.

### Tabla de primeros
| Pos. | Equipo                    | Pts. | PJ | PG | PE | PP | GF | GC | Dif. |
| ---- | ------------------------- | ---- | -- | -- | -- | -- | -- | -- | ---- |
| 1.º  | Sportivo Villa Dolores    | 16   | 6  | 5  | 1  | 0  | 12 | 5  | 7    |
| 2.º  | San Lorenzo de Huachaschi | 12   | 6  | 3  | 3  | 0  | 13 | 8  | 5    |
| 3.º  | Talleres (Fiambalá)       | 11   | 6  | 3  | 2  | 1  | 9  | 5  | 4    |
| 4.º  | Tiro Federal (Belén)      | 10   | 6  | 2  | 4  | 0  | 10 | 8  | 2    |
| 5.º  | Deportivo Monte Redondo   | 10   | 6  | 3  | 1  | 2  | 5  | 4  | 1    |

|  | Clasificaron a cuartos de final. |

### Tabla de segundos
| Pos. | Equipo                      | Pts. | PJ | PG | PE | PP | GF | GC | Dif. |
| ---- | --------------------------- | ---- | -- | -- | -- | -- | -- | -- | ---- |
| 6.º  | Coronel Daza                | 13   | 6  | 4  | 1  | 1  | 18 | 10 | 8    |
| 7.º  | Unión Sportiva (Recreo)     | 10   | 6  | 3  | 1  | 2  | 9  | 7  | 2    |
| 8.º  | Tinogasta Central           | 9    | 6  | 2  | 3  | 1  | 7  | 5  | 2    |
| 9.º  | San Martín (Belén)          | 9    | 6  | 2  | 3  | 1  | 9  | 9  | 0    |
| 10.º | Deportivo Malli (Andalgalá) | 9    | 6  | 2  | 3  | 1  | 6  | 7  | −1   |

|  | Clasificaron a cuartos de final. |

### Cuadro de desarrollo
|  | Cuartos de final                               | Cuartos de final                               | Cuartos de final                               | Cuartos de final                               | Cuartos de final                               |   |   | Semifinales                                    | Semifinales                                    | Semifinales                                    | Semifinales                                    | Semifinales                                    |  |   | Final                            | Final                            | Final                            |  |
|  | 25 y 26 de marzo (ida) 1 y 2 de abril (vuelta) | 25 y 26 de marzo (ida) 1 y 2 de abril (vuelta) | 25 y 26 de marzo (ida) 1 y 2 de abril (vuelta) | 25 y 26 de marzo (ida) 1 y 2 de abril (vuelta) | 25 y 26 de marzo (ida) 1 y 2 de abril (vuelta) |   |   | 8 y 9 de abril (ida) 15 y 16 de abril (vuelta) | 8 y 9 de abril (ida) 15 y 16 de abril (vuelta) | 8 y 9 de abril (ida) 15 y 16 de abril (vuelta) | 8 y 9 de abril (ida) 15 y 16 de abril (vuelta) | 8 y 9 de abril (ida) 15 y 16 de abril (vuelta) |  |   | 30 de abril Estadio Bicentenario | 30 de abril Estadio Bicentenario | 30 de abril Estadio Bicentenario |  |
|  |                                                |                                                |                                                |                                                |                                                |   |   |                                                |                                                |                                                |                                                |                                                |  |   |                                  |                                  |                                  |  |
|  |                                                |                                                |                                                |                                                |                                                |   |   |                                                |                                                |                                                |                                                |                                                |  |   |                                  |                                  |                                  |  |
|  | 1                                              | Sportivo Villa Dolores                         | 1                                              | 2                                              | 3                                              |   |   |                                                |                                                |                                                |                                                |                                                |  |   |                                  |                                  |                                  |  |
|  | 1                                              | Sportivo Villa Dolores                         | 1                                              | 2                                              | 3                                              |   |   |                                                |                                                |                                                |                                                |                                                |  |   |                                  |                                  |                                  |  |
|  | 8                                              | Tinogasta Central                              | 1                                              | 1                                              | 2                                              |   |   |                                                |                                                |                                                |                                                |                                                |  |   |                                  |                                  |                                  |  |
|  | 8                                              | Tinogasta Central                              | 1                                              | 1                                              | 2                                              |   | 1 | Sportivo Villa Dolores                         | 2                                              | 4                                              | 6                                              |                                                |  |   |                                  |                                  |                                  |  |
|  |                                                |                                                |                                                |                                                |                                                |   | 1 | Sportivo Villa Dolores                         | 2                                              | 4                                              | 6                                              |                                                |  |   |                                  |                                  |                                  |  |
|  |                                                |                                                | 5                                              | Deportivo Monte Redondo                        | 1                                              | 0 | 1 |                                                |                                                |                                                |                                                |                                                |  |   |                                  |                                  |                                  |  |
|  | 4                                              | Tiro Federal (B)                               | 5                                              | Deportivo Monte Redondo                        | 1                                              | 0 | 1 | 0                                              | 0                                              | 0                                              |                                                |                                                |  |   |                                  |                                  |                                  |  |
|  | 4                                              | Tiro Federal (B)                               |                                                |                                                |                                                |   |   |                                                |                                                | 0                                              |                                                |                                                |  |   |                                  |                                  |                                  |  |
|  | 5                                              | Deportivo Monte Redondo                        | 2                                              | 1                                              | 3                                              |   |   |                                                |                                                |                                                |                                                |                                                |  |   |                                  |                                  |                                  |  |
|  | 5                                              | Deportivo Monte Redondo                        | 2                                              | 1                                              | 3                                              |   |   |                                                |                                                |                                                |                                                |                                                |  | 1 | Sportivo Villa Dolores           | 0                                |                                  |  |
|  |                                                |                                                |                                                |                                                |                                                |   |   |                                                |                                                |                                                |                                                |                                                |  | 1 | Sportivo Villa Dolores           | 0                                |                                  |  |
|  |                                                |                                                | 6                                              | Coronel Daza                                   | 2                                              |   |   |                                                |                                                |                                                |                                                |                                                |  |   |                                  |                                  |                                  |  |
|  | 2                                              | San Lorenzo de Huachaschi                      | 6                                              | Coronel Daza                                   | 2                                              | 1 | 5 | 6                                              |                                                |                                                |                                                |                                                |  |   |                                  |                                  |                                  |  |
|  | 2                                              | San Lorenzo de Huachaschi                      |                                                |                                                |                                                |   |   |                                                |                                                |                                                |                                                |                                                |  |   |                                  |                                  |                                  |  |
|  | 7                                              | Unión Sportiva                                 | 2                                              | 1                                              | 3                                              |   |   |                                                |                                                |                                                |                                                |                                                |  |   |                                  |                                  |                                  |  |
|  | 7                                              | Unión Sportiva                                 | 2                                              | 1                                              | 3                                              |   | 2 | San Lorenzo de Huachaschi                      | 2                                              | 0                                              | 2                                              |                                                |  |   |                                  |                                  |                                  |  |
|  |                                                |                                                |                                                |                                                |                                                |   | 2 | San Lorenzo de Huachaschi                      | 2                                              | 0                                              | 2                                              |                                                |  |   |                                  |                                  |                                  |  |
|  |                                                |                                                | 6                                              | Coronel Daza                                   | 3                                              | 0 | 3 |                                                |                                                |                                                |                                                |                                                |  |   |                                  |                                  |                                  |  |
|  | 3                                              | Talleres (F)                                   | 6                                              | Coronel Daza                                   | 3                                              | 0 | 3 | 0                                              | 2                                              | 2                                              |                                                |                                                |  |   |                                  |                                  |                                  |  |
|  | 3                                              | Talleres (F)                                   |                                                |                                                |                                                |   |   |                                                |                                                | 2                                              |                                                |                                                |  |   |                                  |                                  |                                  |  |
|  | 6                                              | Coronel Daza                                   | 7                                              | 4                                              | 11                                             |   |   |                                                |                                                |                                                |                                                |                                                |  |   |                                  |                                  |                                  |  |
|  | 6                                              | Coronel Daza                                   | 7                                              | 4                                              | 11                                             |   |   |                                                |                                                |                                                |                                                |                                                |  |   |                                  |                                  |                                  |  |
|  |                                                |                                                |                                                |                                                |                                                |   |   |                                                |                                                |                                                |                                                |                                                |  |   |                                  |                                  |                                  |  |

- Nota: En las series a dos partidos el equipo con el menor número de orden es el que define la serie como local.

### Cuartos de final
| 26 de marzo, 17:30 | Tinogasta Central  | 1 - 1   | Sportivo Villa Dolores        | Estadio Progreso, Tinogasta |                            |
|                    | Matías Álvarez 79' | Reporte | 60' (pen.) Maximiliano Artero | Árbitro(s): Franco Andrada  | Árbitro(s): Franco Andrada |

| 1 de abril, 20:30 | Sportivo Villa Dolores           | 2 - 1 (Global 3 - 2) | Tinogasta Central   | Estadio Bicentenario, Catamarca |                        |
|                   | Emanuel Niz 9' · Tomás Soria 80' | Reporte              | 71' Lautaro Carrizo | Árbitro(s): Raúl López          | Árbitro(s): Raúl López |

| 26 de marzo, 17:00 | Deportivo Monte Redondo     | 2 - 0   | Tiro Federal (B) | Estadio Monte Redondo, Monte Redondo |                             |
|                    | Jorge Olas · Federico Oyola | Reporte |                  | Árbitro(s): Jerónimo Toledo          | Árbitro(s): Jerónimo Toledo |

| 2 de abril, 17:30 | Tiro Federal (B) | 0 - 1 (Global 0 - 3) | Deportivo Monte Redondo        | Estadio Peñarol, Belén      |                             |
|                   |                  | Reporte              | 15' (pen.) Exequiel Leguizamón | Árbitro(s): Hernán Palacios | Árbitro(s): Hernán Palacios |

| 26 de marzo, 18:00 | Unión Sportiva                           | 2 - 1   | San Lorenzo de Huachaschi   | Estadio Hermanos Santillán, Recreo |                            |
|                    | Nahuel Albarracín 2' · Elías Peralta 31' | Reporte | 62' (pen.) Jonathan Vergara | Árbitro(s): Mario Baigorrí         | Árbitro(s): Mario Baigorrí |

| 2 de abril, 17:00 | San Lorenzo de Huachaschi                                                                     | 5 - 1 (Global 6 - 3) | Unión Sportiva         | Estadio Alcides Mopty, Andalgalá |                           |
|                   | Renzo Marcial 14' · Gustavo González 39' 54' · Jonathan Vergara 46' (pen.) · Omar Lazarte 82' | Reporte              | 80' (pen.) Matías Ruíz | Árbitro(s): Andrés Agüero        | Árbitro(s): Andrés Agüero |

| 25 de marzo, 20:30 | Coronel Daza | 7 - 0   | Talleres (F) | Estadio Bicentenario, Catamarca |                            |
|                    | Alexis Vega 10' · Cristian Moreno 16' · Hoel Ibáñez 42' 46' 77' · Facundo Villafañe Luján 78' · Juan Cruz Tapia 80' | Reporte |              | Árbitro(s): Adrián Carrizo      | Árbitro(s): Adrián Carrizo |

| 2 de abril, 17:00 | Talleres (F)                 | 2 - 4 (Global 2 - 11) | Coronel Daza                                               | Estadio Racing, Fiambalá          |                                   |
|                   | Heraldo Olmos · Lucas Mamaní | Reporte               | Juan Novillo · Lucas Rivas · Hoel Ibáñez · Cristian Moreno | Árbitro(s): Juan Carlos Gutiérrez | Árbitro(s): Juan Carlos Gutiérrez |

### Semifinales
| 9 de abril, 16:30 | Deportivo Monte Redondo | 1 - 2   | Sportivo Villa Dolores                      | Estadio Monte Redondo, Monte Redondo |                                |
|                   | Exequiel Bustamante 41' | Reporte | 9' Enrique Moreira · 23' Maximiliano Artero | Árbitro(s): José Silva Castaño       | Árbitro(s): José Silva Castaño |

| 15 de abril, 20:00 | Sportivo Villa Dolores                                                                  | 4 - 0 (Global 6 - 1) | Deportivo Monte Redondo | Estadio Bicentenario, Catamarca |                           |
|                    | Tomás Soria 21' · Ronald Tapia 53' · Nicolás Bustamante 66' · Giuliano Prevedello 90+5' | Reporte              |                         | Árbitro(s): Yamil Reinoso       | Árbitro(s): Yamil Reinoso |

| 8 de abril, 20:00 | Coronel Daza                                                         | 3 - 2   | San Lorenzo de Huachaschi                | Estadio Bicentenario, Catamarca |                            |
|                   | Lucas Rivas 11' · Cristian Herrera 46' · Facundo Villafañe Luján 72' | Reporte | 35' Iván Brizuela · 89' Gustavo González | Árbitro(s): Franco Andrada      | Árbitro(s): Franco Andrada |

| 16 de abril, 17:00 | San Lorenzo de Huachaschi | 0 - 0 (Global 2 - 3) | Coronel Daza | Estadio Alcides Mopty, Andalgalá |                              |
|                    |                           | Reporte              |              | Árbitro(s): Cristian Quiroga     | Árbitro(s): Cristian Quiroga |

### Final
| 30 de abril, 19:00 | Sportivo Villa Dolores | 0 - 2   | Coronel Daza                   | Estadio Bicentenario, Catamarca |                                |
|                    |                        | Reporte | 1' 85' Facundo Villafañe Luján | Árbitro(s): Martín Barrionuevo  | Árbitro(s): Martín Barrionuevo |

|                                       |
| Club Deportivo Coronel Daza 2° título |
| Campeón Torneo Provincial 2023        |

## Estadísticas

### Goleadores
| Jugador                 | Equipo                    | Goles |
| ----------------------- | ------------------------- | ----- |
| Facundo Villafañe Luján | Coronel Daza              | 9     |
| Gustavo González        | San Lorenzo de Huachaschi | 8     |
| Hoel Ibáñez             | Coronel Daza              | 6     |
| Matías Ruíz             | Unión Sportiva (Recreo)   | 6     |
| Maximiliano Artero      | Sportivo Villa Dolores    | 6     |

| José Utrera           | Defensores del Norte       | 5 |
| Jonathan Vergara      | San Lorenzo de Huachaschi  | 4 |
| Mohamed Chadut        | San Isidro                 | 4 |
| Renzo Marcial         | San Lorenzo de Huachaschi  | 4 |
| Rodrigo Chávez        | Defensores del Norte       | 4 |
| Alexis Vega           | Coronel Daza               | 3 |
| Exequiel Leguizamón   | Monte Redondo              | 3 |
| Franco Martínez       | La Soledad                 | 3 |
| Gastón Sacaba         | San Martín (Belén)         | 3 |
| Gerónimo Hernández    | San Martín (Belén)         | 3 |
| Heraldo Olmos         | Talleres (Fiambalá)        | 3 |
| Iván Brizuela         | San Lorenzo de Huachaschi  | 3 |
| Joaquín Álvarez       | Talleres (Fiambalá)        | 3 |
| Lucas Mamaní          | Talleres (Fiambalá)        | 3 |
| Lucas Rivas           | Coronel Daza               | 3 |
| Luis Rasjido          | Juventud Unida (Tinogasta) | 3 |
| Nicolás Bustamante    | Villa Dolores              | 3 |
| Brian Suárez          | Deportivo Obrero           | 2 |
| Bruno Medina          | Sportivo Saujil            | 2 |
| Cristian Ávila        | Juventud Unida (Tinogasta) | 2 |
| Cristian Lastra       | Independiente (Los Altos)  | 2 |
| Cristian Moreno       | Coronel Daza               | 2 |
| David Lucero          | Estudiantes de La Tablada  | 2 |
| Emanuel Niz           | Tinogasta Central          | 2 |
| Enrique Moreira       | Villa Dolores              | 2 |
| Facundo Guerrero      | Independiente (Los Altos)  | 2 |
| Germán Romero         | Deportivo Obrero           | 2 |
| Héctor Acosta         | Coronel Daza               | 2 |
| Joel Morales          | Tinogasta Central          | 2 |
| Jorge Olas            | Monte Redondo              | 2 |
| Jorge Solohaga        | Tiro Federal (Belén)       | 2 |
| José María Arjona     | San Isidro                 | 2 |
| Juan Adil             | Boulevard Norte            | 2 |
| Juan Cruz Tapia       | Coronel Daza               | 2 |
| Juan Novillo          | Coronel Daza               | 2 |
| Maicol Guzmán         | Sportivo Saujil            | 2 |
| Matías Álvarez        | Tinogasta Central          | 2 |
| Matías Sequeira       | Unión Sportiva (Recreo)    | 2 |
| Mauro Soria           | Tiro Federal (Belén)       | 2 |
| Milton Palavecino     | San Martín (Belén)         | 2 |
| Nahuel Albarracín     | Unión Sportiva (Recreo)    | 2 |
| Nicolás Álvarez       | Deportivo Malli            | 2 |
| René Pacheco          | Independiente (Los Altos)  | 2 |
| Ronald Tapia          | Villa Dolores              | 2 |
| Tomás Soria           | Villa Dolores              | 2 |
| Uriel Villagra        | Tiro Federal (Belén)       | 2 |
| Wilson Bazán          | Unión Obrera (Mutquín)     | 2 |
| Alan Villagrán        | Deportivo Malli            | 1 |
| Ángel Bustamante      | Coronel Daza               | 1 |
| Antonio Coronel       | Deportivo Obrero           | 1 |
| Ayrton Mendoza        | Monte Redondo              | 1 |
| Bernardo Albarracín   | Tinogasta Central          | 1 |
| Braian Bayón          | La Soledad                 | 1 |
| Braian Espeche        | Defensores del Norte       | 1 |
| Cristian Herrera      | Coronel Daza               | 1 |
| Cristian Rodríguez    | Defensores del Norte       | 1 |
| Damián Díaz           | Tiro Federal (Belén)       | 1 |
| Darío Barrera         | Estudiantes de La Tablada  | 1 |
| Diego Cervantes       | San Isidro                 | 1 |
| Elías Peralta         | Unión Sportiva (Recreo)    | 1 |
| Enrique González      | Deportivo Malli            | 1 |
| Enzo Herrera          | Deportivo Obrero           | 1 |
| Enzo Mamaní           | Boulevard Norte            | 1 |
| Enzo Molina           | Unión Sportiva (Recreo)    | 1 |
| Enzo Segura           | Villa Dolores              | 1 |
| Erick Zamorano        | Sportivo Saujil            | 1 |
| Ezequiel Reinoso      | Monte Redondo              | 1 |
| Fabricio Cano         | Estudiantes de La Tablada  | 1 |
| Facundo Soria         | Boulevard Norte            | 1 |
| Federico Oyola        | Monte Redondo              | 1 |
| Francis Álvarez       | La Soledad                 | 1 |
| Gabriel Nieva         | Unión Obrera (Mutquín)     | 1 |
| Gabriel Romero        | Tiro Federal (Belén)       | 1 |
| Gastón Martínez       | San Lorenzo de Huachaschi  | 1 |
| Gastón Nieto          | Deportivo Obrero           | 1 |
| Giuliano Prevedello   | Villa Dolores              | 1 |
| Guillermo Fregeiro    | Deportivo Malli            | 1 |
| Gustavo Villafañe     | Villa Dolores              | 1 |
| Heber Peralta         | Tinogasta Central          | 1 |
| Hernán Rojas          | Monte Redondo              | 1 |
| Ignacio Gordillo      | Defensores del Norte       | 1 |
| Jonathan Silvetti     | Tiro Federal (Belén)       | 1 |
| Juan Trejo            | Coronel Daza               | 1 |
| Kevin Taboada         | Independiente (Los Altos)  | 1 |
| Lautaro Carrizo       | Tinogasta Central          | 1 |
| Leonardo Ponce        | Villa Dolores              | 1 |
| Luis Castillo         | Estudiantes de La Tablada  | 1 |
| Marcos Millicay       | Deportivo Malli            | 1 |
| Matías Aguirre        | Tiro Federal (Belén)       | 1 |
| Mauricio Domínguez    | San Martín (Belén)         | 1 |
| Nahuel Cuello         | Estudiantes de La Tablada  | 1 |
| Nicolás Codigoni Díaz | Villa Dolores              | 1 |
| Omar Lazarte          | San Lorenzo de Huachaschi  | 1 |
| Pablo Varela          | Defensores del Norte       | 1 |
| Rubén Beltrán         | Talleres (Fiambalá)        | 1 |
| Santiago Torres       | Unión Obrera (Mutquín)     | 1 |
| Segundo Gutiérrez     | Estudiantes de La Tablada  | 1 |
| Vicente Barrionuevo   | Talleres (Fiambalá)        | 1 |
| Víctor Delgado        | Boulevard Norte            | 1 |
| Wilson Moreno         | Coronel Daza               | 1 |

### Autogoles
| Jugador      | Equipo               | Anot. | Jornada                   |
| ------------ | -------------------- | ----- | ------------------------- |
| Tomás Chayle | Defensores del Norte | 1     | 3ª Fecha                  |
| Emanuel Niz  | Tinogasta Central    | 1     | Cuartos de final (vuelta) |

### Clasificación general
Las tablas de rendimiento no reflejan la clasificación final de los equipos, sino que muestran el rendimiento de los mismos atendiendo a la ronda final alcanzada.
Si algún partido se define mediante tiros de penal, el resultado final del juego se considera empate.
El rendimiento corresponde a la proporción de puntos obtenidos sobre el total de puntos disputados.
| Pos. | Equipos                        | Pts. | PJ | PG | PE | PP | GF | GC | Dif | Rend. |
| ---- | ------------------------------ | ---- | -- | -- | -- | -- | -- | -- | --- | ----- |
| 1    | Coronel Daza (Banda de Varela) | 26   | 11 | 8  | 2  | 1  | 34 | 14 | 21  | 78.8% |
| 2    | Sportivo Villa Dolores         | 26   | 11 | 8  | 2  | 1  | 21 | 10 | 11  | 78.8% |
| 3    | San Lorenzo de Huachaschi      | 16   | 10 | 4  | 4  | 2  | 21 | 14 | 7   | 53.3% |
| 4    | Deportivo Monte Redondo        | 16   | 10 | 5  | 1  | 4  | 9  | 10 | -1  | 53.3% |
| 5    | Unión Sportiva (Recreo)        | 13   | 8  | 4  | 1  | 3  | 12 | 13 | -1  | 54.2% |
| 6    | Talleres (Fiambalá)            | 11   | 8  | 3  | 2  | 3  | 11 | 16 | -5  | 45.8% |
| 7    | Tinogasta Central              | 10   | 8  | 2  | 4  | 2  | 9  | 8  | 1   | 41.7% |
| 8    | Tiro Federal (Belén)           | 10   | 8  | 2  | 4  | 2  | 10 | 11 | -1  | 41.7% |
| 9    | Deportivo Obrero (Recreo)      | 9    | 6  | 3  | 0  | 3  | 7  | 5  | 2   | 50%   |
| 10   | San Martín (Belén)             | 9    | 6  | 2  | 3  | 1  | 9  | 9  | 0   | 50%   |
| 11   | Deportivo Malli (Andalgalá)    | 9    | 6  | 2  | 3  | 1  | 6  | 7  | -1  | 50%   |
| 12   | La Soledad (Medanitos)         | 9    | 6  | 2  | 3  | 1  | 5  | 6  | -1  | 50%   |
| 13   | Sportivo Saujil                | 8    | 6  | 1  | 5  | 0  | 5  | 4  | 1   | 44.4% |
| 14   | Defensores del Norte           | 6    | 6  | 2  | 0  | 4  | 13 | 15 | -2  | 33.3% |
| 15   | Boulevard Norte (Santa María)  | 6    | 6  | 1  | 3  | 2  | 5  | 8  | -3  | 33.3% |
| 16   | Independiente (Los Altos)      | 6    | 6  | 2  | 0  | 4  | 7  | 12 | -5  | 33.3% |
| 17   | San Isidro (Loro Huasi)        | 5    | 6  | 1  | 2  | 3  | 7  | 6  | 1   | 27.8% |
| 18   | Juventud Unida (Tinogasta)     | 2    | 6  | 0  | 2  | 4  | 5  | 10 | -5  | 11.1% |
| 19   | Unión Obrera (Mutquín)         | 1    | 6  | 0  | 1  | 5  | 4  | 9  | -5  | 5.6%  |
| 20   | Estudiantes de La Tablada      | 0    | 6  | 0  | 0  | 6  | 7  | 20 | -13 | 0%    |